# Abnoba

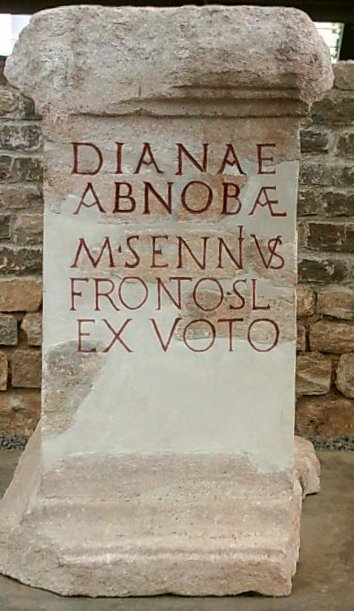
Altare di Diana Abnoba a Badenweiler.

Abnoba è una divinità celtica adorata nella Foresta Nera e nelle zone circostanti, ed è anche il nome di una montagna o catena montuosa.

## Etimologia
L'etimologia è incerta e potrebbe derivare da *abo-s "acqua, fiume", trovato ad esempio in Avon (*abonā). Il secondo elemento potrebbe derivare dal protoindoeuropeo *nogʷo-, "nudo" o "albero", o dalla radice verbale *nebh-, "esplosione, umido".

## Politeismo celtico
Secondo l'interpretazione, Abnoba doveva essere la dea della foresta e dei fiumi, come risulta da nove diverse iscrizioni epigrafiche. Un altare scoperto presso le Terme romane di Badenweiler, a Badenweiler in Germania, ed un altro a Mühlenbach, la identificano con Diana, la dea romana della caccia.

## Geografia

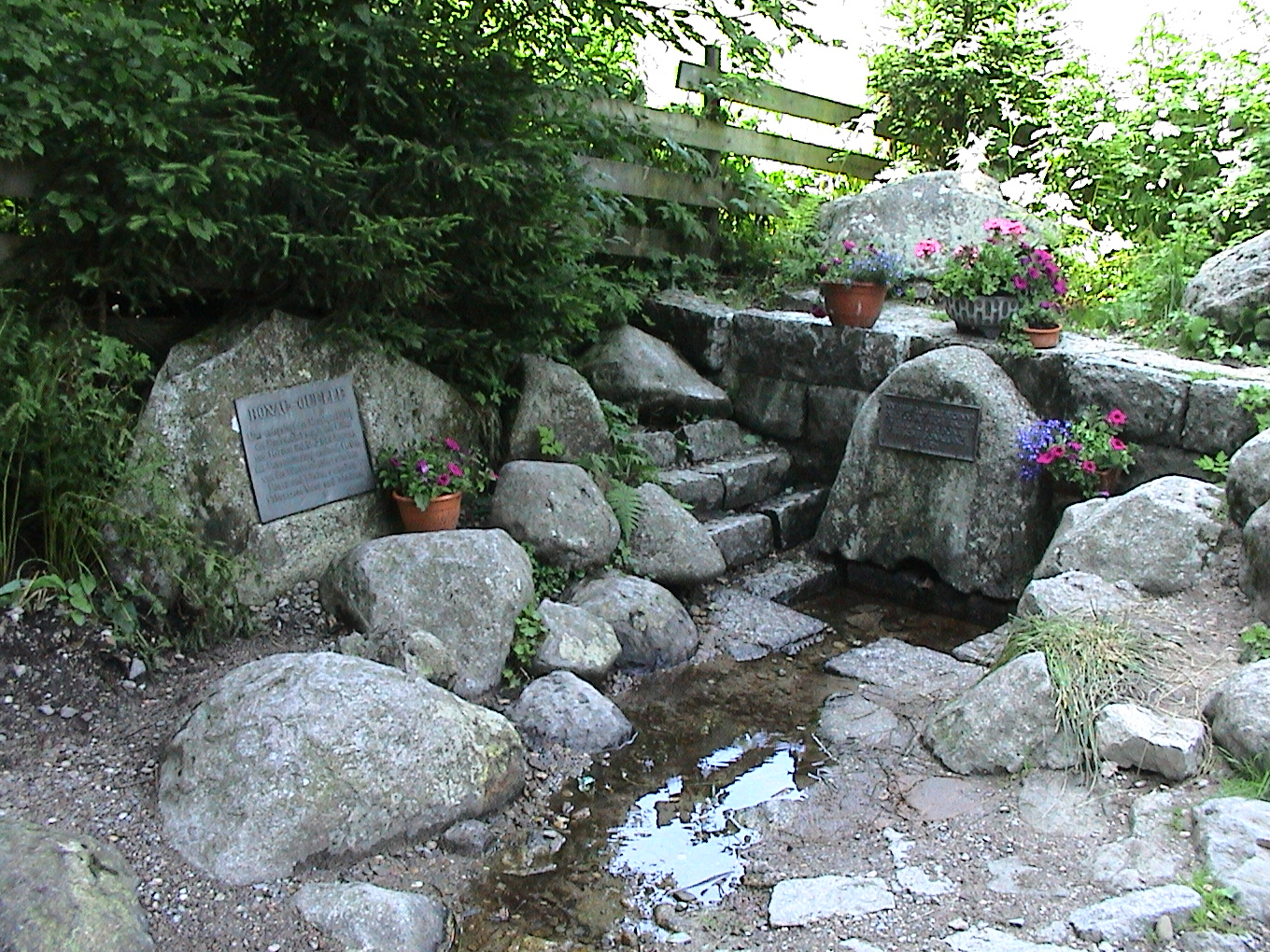
Sorgente del Breg.

Il nome Abnoba è stato usato per definire una catena montuosa comprendente le montagne Odenwald, Spessart e dell'altopiano di Baar. Questa catena composita si estende dal Reno al Neckar, ed è definita da vari nomi, diversi a seconda della regione in cui si trovano.
Secondo Tacito, Abnoba era il nome di una montagna, dal cui pendio erboso sgorga la sorgente del fiume Danubio. Tolomeo, in Geografia (2.10), menziona anche lui la montagna come sorgente del Danubio. La catena montuosa, secondo Tolomeo, è Abnobaia ora, latinizzata in Abnobaei montes.

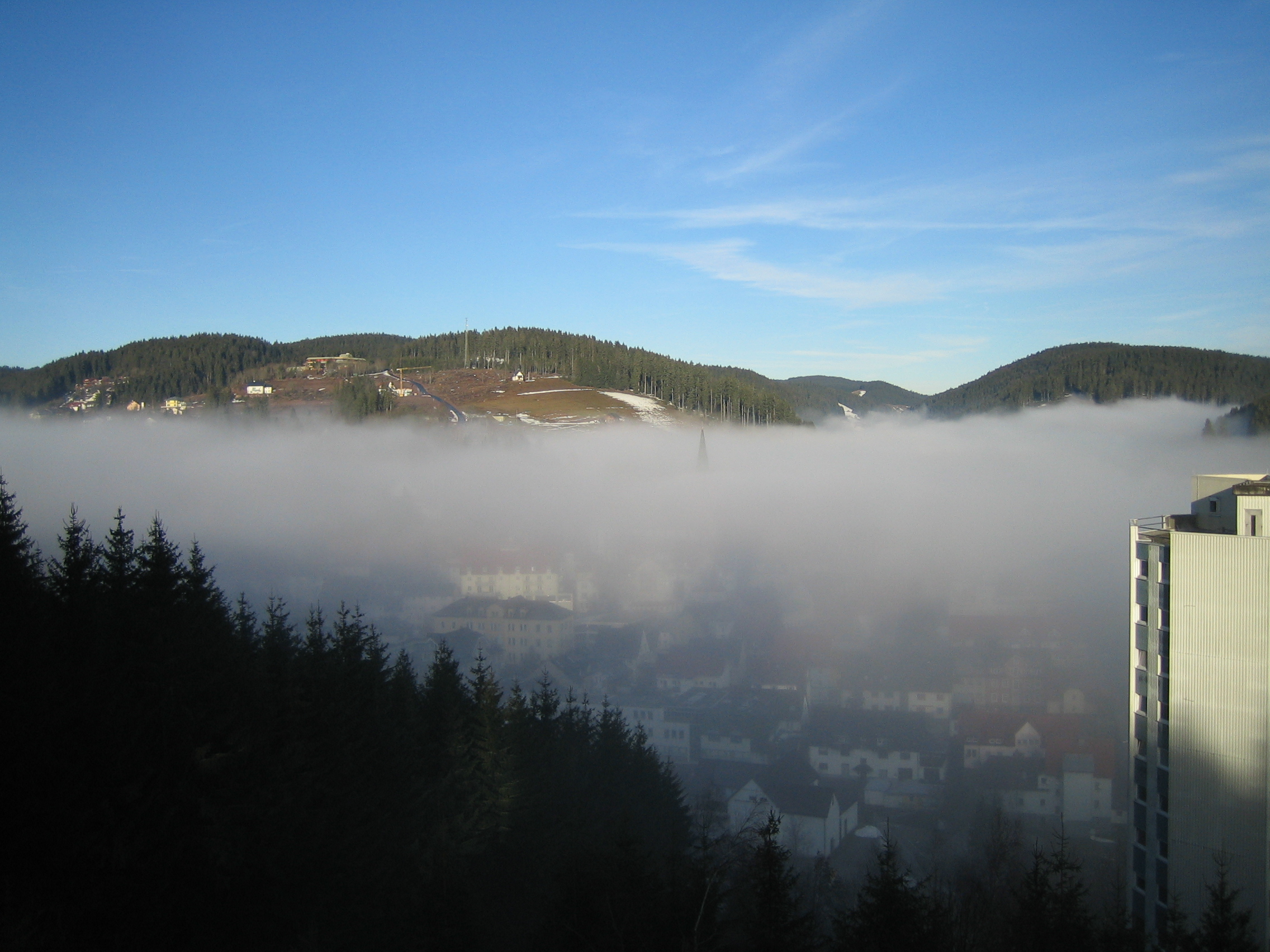
Furtwangen nella nebbia.

Plinio il Vecchio fornisce anch'egli informazioni su Abnoba (Storia Naturale, 4.79). Dice che si trova di fronte alla città di Rauricum, in Gallia, e scorre da lì fino al di là delle Alpi, il che implica che il fiume ha inizio dalle Alpi, ma non è così. Se Rauricum deve essere identificata con l'insediamento romano, Augusta Raurica, moderno Augst nel Canton Basilea Campagna in Svizzera, Plinio deve confondere il Reno e i suoi affluenti con il Danubio.
Il Danubio ha inizio con due piccoli fiumi che drenano la Foresta Nera: il Breg e il Brigach, entrambi nomi celtici. Il più lungo è il candidato maggiore: il Breg. I monti Abnobaei sarebbero quindi quelli dell'altopiano di Baar, ai piedi del Giura Svevo, nei pressi di Furtwangen im Schwarzwald.